# Dress You Up
Dress You Up é uma canção da cantora e compositora estadunidense Madonna, contida em seu segundo álbum de estúdio, Like a Virgin (1984). A música foi a última faixa a ser adicionada ao álbum, e foi finalizada pelos compositores Andrea LaRusso e Peggy Stanziale. Madonna pressionou pela inclusão da música em Like a Virgin, pois ela gostava particularmente de suas letras. Musicalmente, a música é uma faixa de dance-pop, com instrumentação de guitarras, beterias e vocais de um coral e um solo de guitarra tocado por Nile Rodgers, que também produziu a música. As letras são uma metáfora extensa para moda e luxúria, comparando vestir-se com paixão. Uma performance ao vivo da faixa na primeira turnê de Madonna foi usada como videoclipe.
"Dress You Up" lançado em 31 de julho de 1985 como o último single do álbum, pela Sire Records. Os críticos de música reagiram positivamente à natureza dance-pop contida na canção. Comercialmente se tornou o sexto single consecutivo da cantora entre os cinco primeiros nos Estados Unidos. Também alcançou o top dez na Austrália, Bélgica, Canadá, Irlanda, Nova Zelândia e Reino Unido. A música foi tocada em quatro das turnês de Madonna, mais recentemente na Rebel Heart Tour (2015–16). "Dress You Up" foi adicionado à lista "Filthy Fifteen" do Parents Music Resource Center devido às letras sexuais. A música ganhou versões covers por vários artistas.

## Antecedentes e lançamento
"Dress You Up" foi a última música a ser incluída no álbum Like a Virgin. O produtor Nile Rodgers pediu inicialmente aos compositores Andrea LaRusso e Peggy Stanziale que escrevessem uma música para Madonna no estilo da banda de Rodgers, Chic. No entanto, a escrita levou tempo, já que LaRusso e Stanziale estavam ocupados com outros projetos. Quando a letra da música foi enviada, Rodgers a rejeitou, pois não havia tempo para compor uma melodia e gravá-la para o álbum. Mas Madonna gostou da letra da música e convenceu Rodgers a incluí-la em Like a Virgin. No Reino da Grã-Bretanha, a música foi lançada como um disco de imagem em edição limitada. Nesse caso, foi em forma de estrela para se associar à data de lançamento do Natal do single. A música é um dos vários singles de sucesso de Madonna que não foram incluídos no álbum de compilação de 1990, The Immaculate Collection. "Dress You Up" foi, no entanto, mais tarde incluído no álbum de compilação de Madonna de 2009,  Celebration. Embora nenhum videoclipe tenha sido feito separadamente para a música, uma performance ao vivo de "Dress You Up" da The Virgin Tour, filmada em Detroit, foi usada como vídeo.

## Composição
Musicalmente falando, "Dress You Up" é uma música dance pop baseada em uma bateria eletrônica característica, composta por um verso de dois acordes. Os vocais de um coral acompanham o refrão, com uma progressão de quatro acordes e uma única nota de violão, tocada por Rodgers. A ponte consiste em um solo de guitarra elétrica. No final da faixa, a percussão vai para segundo plano, enquanto a clave aumenta. De acordo com a partitura publicada no Musicnotes.com pela Alfred Publishing, a faixa é composta no compasso 4/4 com um ritmo moderado de 100 batidas por minuto e está na clave de  Lá menor. O registro vocal de Madonna varia desde a nota si♭ maior a fá♯ menor. A sequência de base segue uma progressão harmônica de si oitava-dó-sol menor quarta oitava-si oitava-lá nos versos e si oitava-dó-lá menor quarta oitava-ré menor no refrão. Adam Sexton mencionou que a melodia era "chocalhadora". A letra é uma metáfora da moda e do sexo. Madonna canta sobre roupas que ela gostaria de vestir para o homem para que ela pudesse acariciar seu corpo com as mãos. De acordo Rikky Rooksby, autor de Madonna: The Complete Guide To Her Music, a linha "Eu vou criar um olhar que é feito para você" tornou-se um sinónimo da reinvenção de sua própria imagem ao longo de sua carreira.

## Recepção crítica
Nancy Erlick, da Billboard,  disse que o caráter do tema refletia "[Madonna] O modelo de revista pin-up; picante e ansioso para agradar". Alex Henderson, da Allmusic, comentou que "o presente de Rodger para a elegante e sedutora dance music é evidente em jóias como 'Dress You Up'". Stephen Thomas Erlewine, da Allmusic, chamou "Dress You Up" um excelente dance-pop de edição padrão. Santiago Fouz-Hernández e Freya Jarman-Ivens, autores dos Madonna's Drowned Worlds: New Approaches To Her Cultural Transformations, comentaram que Madonna parecia uma "gatinha sexual" na música, Sal Cinquemani, da Slant Magazine, chamando a música de irresistível. William McKeen , autor do Rock and roll is here to stay, disse que a melodia de "Dress You Up" estava insistentemente tocando. Debby Miller, da Rolling Stone, disse que "Apesar da voz de garotinha, há uma corrente de ambição que a torna mais do que a mais recente Betty Boop". Enquanto revisava o álbum em 1995, Dave Karger, da Entertainment Weekly, comentou que a música saiu como um pouco repetitiva e imatura. Jim Farber, da mesma publicação, comentou que "a música foi construída para transcender a era da dinastia".
Enquanto analisava The Immaculate Collection, Alfred Soto, da Stylus Magazine, comentou: "Como os cinco principais ausentes do Like A Virgin, 'Dress You Up' e 'Angel' fazem um trabalho melhor do que os dois grandes singles de delinear os limites da superficialidade determinada de Madonna, um ato que confunde os filisteus hoje e dificultou muito a apreciação de suas habilidades musicais do que levou esses críticos a demitir Cyndi Lauper como a verdadeira charlatã". Em 2003, quando os fãs foram convidados a votar nos vinte melhores singles de Madonna de todos os tempos, pela revista Q, "Dress You Up" recebeu o oitavo lugar. O vídeo foi indicado ao MTV Video Music Awards de 1986, na categoria de Melhor Coreografia, mas perdeu para "Raspberry Beret" de Prince e a banda The Revolution.

## Apresentações ao vivo

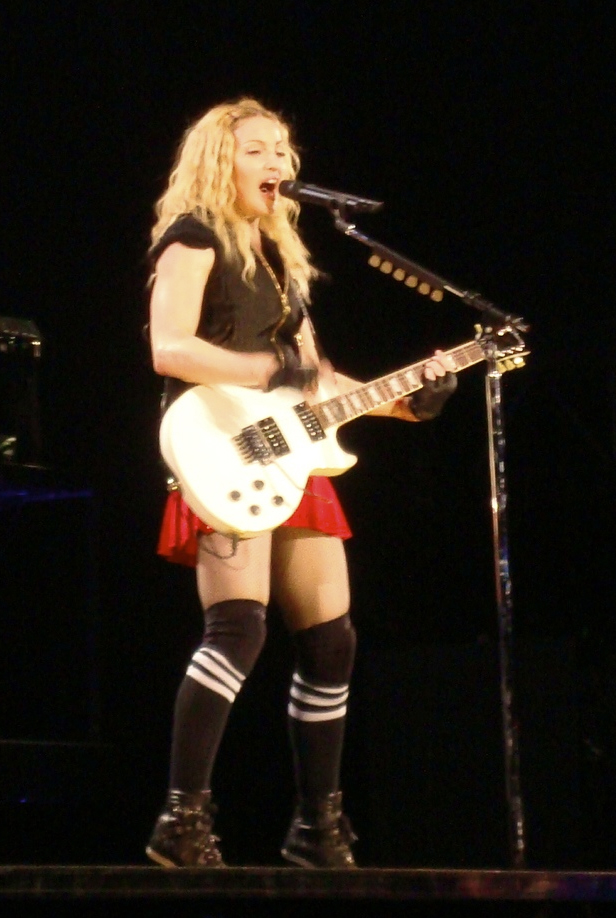
Madonna tocando "Dress You Up" durante a segunda etapa da Sticky & Sweet Tour em 2009.

Madonna tocou "Dress You Up" em quatro de suas turnês mundiais, a The Virgin Tour  em 1985, a Who's That Girl World Tour em 1987, a etapa de 2009 da Sticky & Sweet Tour e a Rebel Heart Tour em 2015-16. Na The Virgin Tour, "Dress You Up" foi a música de abertura do set. Madonna usava um top transparente azul, revelando seu característico sutiã preto. Ela também usava perneiras e crucifixos rendados ao redor da orelha e do pescoço. Quando a batida da música começou, Madonna entrou no palco e posou na escada antes de alcançar o microfone para cantar a faixa. Uma performance da música da Virgin Tour foi incluída no lançamento do VHS, Madonna Live: The Virgin Tour.
Durante a Who's That Girl World Tour, de 1987, Madonna a apresentou em um medley com "Material Girl" e "Like a Virgin". Ela usava um traje elaborado, inspirado em Dame Edna Everage. Consistia em um chapéu cheio de frutas, flores e penas falsas, óculos de batwing com armações pretas pesadas, uma saia com babados e um corpete coberto de objetos como relógios, bonecas e redes de pesca. A autora Carol Clerk afirmou que o vestido soava mais "ridículo do que bem-humorado". Duas apresentações diferentes da música nesta turnê podem ser encontradas nos vídeos: Who's That Girl: Live in Japan, filmado em Tóquio, Japão, em 22 de junho de 1987, e Ciao Italia: Live from Italy, filmado em Turim, Itália, em 4 de setembro de 1987.
Uma faixa de apoio foi criada para acompanhar a performance de "Dress You Up" em sua Re-Invention World Tour, 2004, no entanto Madonna achou difícil aprender os acordes da guitarra para a música, optando por "Material Girl". Em 2008, Madonna tocou o primeiro verso e refrão da música durante a seção de pedidos da Sticky & Sweet Tour. A música foi apresentada em Chicago, Los Angeles, Filadélfia, Rio de Janeiro, Toronto, Valência e Viena. Madonna finalmente adicionou "Dress You Up" à etapa de 2009 da Sticky & Sweet Tour, substituindo a versão rock de "Borderline". Foi realizada como parte do segmento 'velha escola' do concerto e contou com a groove das canções "My Sharona" do The Knack e "God Save The Queen" dos Sex Pistols.
Em 2015, enquanto aparecia no The Ellen DeGeneres Show como parte da promoção de seu décimo terceiro álbum de estúdio, Rebel Heart, Madonna e a apresentadora Ellen DeGeneres cantaram a música durante um renascimento da série de shows de banheiro de DeGeneres. Elas estavam vestidas com roupas combinando e cantaram a música enquanto estavam sentadas em uma cadeira, adicionando comentários no meio. A certa altura, Madonna tirou o roupão para revelar outro vestido com estampas de corações e dançou ao redor de DeGeneres, que também usava adereços como óculos de sol grandes e um chapéu de cowboy com estampa de leopardo em Madonna. A música foi incluída mais tarde no setlist da Rebel Heart Tour , realizada em um medley estilo flamenco com "Into the Groove", "Everybody" e "Lucky Star". Durante a sequência, a cantora vestiu um vestido de inspiração latina e cigana, criado por Alessandro Michele para Gucci, consistindo em um xale, chapéu de flamenco, renda, saias e roupa de jacquard.

## Créditos e equipe
Créditos adaptados das notas do álbum Like a Virgin.
- Madonna – vocais
- Nile Rodgers – produtor, guitarrista
- Andrea LaRusso – escritor
- Peggy Stanziale – escritor
- Jimmy Bralower – programação de bateria
- Rob Sabino –  sintetizador de baixo, piano acústico
- Curtis King – vocais de fundo
- Frank Simms – vocais de fundo
- George Simms – vocais de fundo

## Lista de faixas e formatos
| - Single de 7" americano 1. "Dress You Up" – 3:58 2. "Shoo-Bee-Doo" (Versão em LP) – 5:14 - Single de 12" americano 1. "Dress You Up" (The 12" Formal Mix) – 6:15 2. "Dress You Up" (The Casual Instrumental Mix) – 4:36 3. "Shoo-Bee-Doo" (Versão em LP) – 5:14 - CD single japonês 1. "Dress You Up" (The 12" Formal Mix) – 6:15 2. "Shoo-Bee-Doo" – 5:14 3. "Ain't No Big Deal" – 4:17 4. "Dress You Up" (The Casual Instrumental Mix) – 4:36 | - Single de 7" britânico 1. "Dress You Up" – 3:58 2. "I Know It" – 3:45 - Single de 12" britânico 1. "Dress You Up" (The 12" Formal Mix) – 6:15 2. "Dress You Up" (The Casual Instrumental Mix) – 4:36 3. "I Know It" – 5:14 - Maxi Single alemão / britânico (1995) 1. "Dress You Up" (The 12" Formal Mix) – 6:15 2. "Dress You Up" (The Casual Instrumental Mix) – 4:36 3. "Shoo-Bee-Doo" – 5:17 |

## Desempenho comercial
"Dress You Up" estreou no número 36 da Billboard Hot 100 em 17 de agosto de 1985. Após sete semanas, a música alcançou o número cinco na Hot 100, tornando-se o sexto single consecutivo de Madonna entre os cinco primeiros. Ele também alcançou o número 34 no Adult Contemporary, o número três nas tabelas Hot Dance Club Songs e o número 64 na Hot R&B/Hip-Hop Songs. A colocou no número 98 na tabela de final de ano de 1985, com Madonna se tornando a maior artista pop do ano. No Canadá, a música estreou no número 90 na tabela de singles da RPM em 24 de agosto de 1985. A música esteve presente por um total de 20 semanas na tabela, chegando ao número dez após seis semanas.
No Reino Unido, "Dress You Up" foi lançado em 12 de dezembro de 1985. Entrou na UK Singles Chartno número 12 e atingiu o pico de cinco, estando presente na parada por um total de 13 semanas. Posteriormente a música foi certificada em prata pela British Phonographic Industry (BPI), pela comercialização de 200,000 cópias do single. Segundo a Official Charts Company, a música vendeu 210.000 cópias lá. Na Austrália, a música chegou às cinco em outubro de 1985, tornando-se o sexto single de Madonna entre os dez primeiros lá. A música também alcançou o top 20 na Bélgica, Espanha, França, Irlanda, Nova Zelândia, Países Baixos, Suíça e no continenete europeu como um todo.

### Tabelas semanais
| Tabela musical (1985)                 | Melhor posição |
| ------------------------------------- | -------------- |
| Alemanha (GfK Entertainment Charts)   | 20             |
| Austrália (Kent Music Report)         | 5              |
| Bélgica (Ultratop 50 de Flandres)     | 5              |
| Canadá (RPM Single Chart)             | 10             |
| Espanha (PROMUSICAE)                  | 11             |
| Estados Unidos (Adult Contemporary)   | 32             |
| Estados Unidos (Billboard Hot 100)    | 5              |
| Estados Unidos (Hot Dance Club Songs) | 3              |
| Estados Unidos (R&B/Hip-Hop Songs)    | 64             |
| Europa (European Hot 100 Singles)     | 6              |
| França (SNEP)                         | 18             |
| Irlanda (IRMA)                        | 3              |
| Islândia (RÚV)                        | 8              |
| Nova Zelândia (Recorded Music NZ)     | 7              |
| Países Baixos (Dutch Top 40)          | 5              |
| Países Baixos (Single Top 100)        | 7              |
| Reino Unido (UK Singles Chart)        | 5              |
| Suíça (Schweizer Hitparade)           | 20             |

| Tabela musical (1985)             | Posição |
| --------------------------------- | ------- |
| Australia (Kent Music Report)     | 76      |
| Estados Unidos (Top Pop Singles)  | 99      |
| Estados Unidos (Dance Club Songs) | 13      |

| Região                                                                                 | Certificação | Vendas  |
| -------------------------------------------------------------------------------------- | ------------ | ------- |
| Reino Unido (BPI)                                                                      | Prata        | 210,000 |
| *vendas baseadas apenas na certificação ^distribuições baseadas apenas na certificação |              |         |